# Josef Kebrle
Josef Kebrle (* in Brno) war ein tschechoslowakischer Radrennfahrer und nationaler Meister im Radsport.

## Sportliche Laufbahn
Kebrle war im Straßenradsport aktiv. 1941 siegte er in der nationalen Meisterschaft im Straßenrennen. 1946 wurde er beim Sieg von Jan Veselý in der ersten Austragung von Prag–Karlovy Vary–Prag nach dem Zweiten Weltkrieg Dritter. 1948 bestritt er mit der Nationalmannschaft die Polen-Rundfahrt. In der Internationalen Friedensfahrt 1948 trat er auf dem Kurs von Prag nach Warschau für die 1. Mannschaft der Tschechoslowakei an. Er beendete die Rundfahrt nicht. Bei den Straßenradsport-Weltmeisterschaften 1946 kam er im Rennen der Amateure auf den 26. Rang.